# Outras Palavras
Outras Palavras è un album in studio del cantautore brasiliano Caetano Veloso, pubblicato nel 1981.

## Tracce
1. Outras Palavras – 3:51 (Caetano Veloso)
2. Gema – 2:23 (Veloso)
3. Vera Gata – 2:32 (Veloso)
4. Lua e Estrela – 3:30 (Vinícius Cantuária)
5. Sim/Não – 3:52 (Bolão, Veloso)
6. Nu com minha música. – 3:54 (Veloso)
7. Rapte-me, Camaleoa – 3:54 (Veloso)
8. Dans mon île – 2:58 (M. Pon, Henri Salvador)
9. Tem que ser você – 3:43 (Veloso)
10. Blues – 1:11 (Péricles Cavalcanti)
11. Verdura – 1:01 (Paulo Leminski)
12. Quero um baby seu – 4:00 (Paulo Zdanowski, Luiz Carlos Siqueira)
13. Jeito de corpo – 3:18 (Veloso)